# Aissata Mohamed Siby
Aissata Mohamed Siby est une taekwondoïste malienne. 

## Carrière
Aissata Mohamed Siby est médaillée de bronze dans la catégorie des moins de 46 kg aux Championnats d'Afrique de taekwondo 2022 à Kigali.